# Svenska mästerskapen i längdskidåkning 1919
Svenska mästerskapen i längdskidåkning 1919 arrangerades i Saltsjöbaden.

## Medaljörer, resultat

### Herrar
| Gren             | Guld             | Guld           | Silver         | Silver                    | Brons           | Brons          |
| 30 km            | Albin Jonsson    | Hudiksvalls IF | Albin Lingvall | Holmsvedens IF/Hudiksvall | Werner Törnberg | Hudiksvall     |
| 60 km            | Henning Isaksson | IFK Umeå       | Oscar Lindberg | IFK Umeå                  | Petrus Eriksson | Östersund      |
| Lagtävling 30 km | Inga tävlingar   | Inga tävlingar | Inga tävlingar | Inga tävlingar            | Inga tävlingar  | Inga tävlingar |
| Lagtävling 60 km | Inga tävlingar   | Inga tävlingar | Inga tävlingar | Inga tävlingar            | Inga tävlingar  | Inga tävlingar |

### Damer
| Gren             | Guld            | Guld           | Silver         | Silver         | Brons           | Brons          |
| 10 km            | Elin Pikkuniemi | IFK Haparanda  | Karin Jonsson  | Bollnäs        | Nelly Johansson | Orsa           |
| Lagtävling 10 km | Inga tävlingar  | Inga tävlingar | Inga tävlingar | Inga tävlingar | Inga tävlingar  | Inga tävlingar |

### Webbkällor
- Svenska Skidförbundet